# Louisiana Five
Le Louisiana Five est un quintette de dixieland jazz des années 1918-1920. C'est un des premiers groupes de jazz à enregistrer.

## Historique
Le Louisiana Five qui est passé à la postérité fut fondé à New York, était dirigé par Anton Lada, qui jouait de la batterie. Lada recruta les quatre autres membres : le pianiste Joe Cawley, le tromboniste Charlie Panelli (souvent écrit "Panely" à l'époque), et le banjoiste Karl Berger. Le clarinettiste Alcide Nunez était à New York avec l'orchestre de Bert Kelly (en) en 1918 avant de rejoindre le Louisiana Five.
Le groupe fut le deuxième à enregistrer un disque, après l'Original Dixieland Jass Band. Il enregistra pour de nombreuses compagnies dont Emerson Records (en), Columbia Records, et Edison Records. Ils produisirent des tubes comme Clarinet Squawk ou Slow and Easy. Lors d'une session d'enregistrement, ils furent rejoints par le multi-instrumentiste Bernard "Doc" Beherendson au cornet.

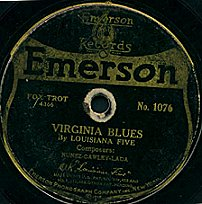
Un disque Emerson de 1919 disc du Louisiana Five

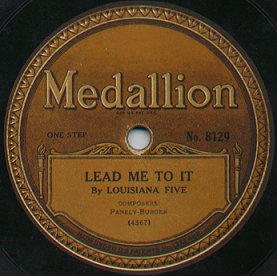
Un disque Medallion Record de 1919 du Louisiana Five

Le groupe était populaire autour de New York en 1919, il fit également des tournées au Texas et en Oklahoma.
Après le départ de Nunez, le groupe fit quelques enregistrements avec un violon à la place de la clarinette.

## Discographie
- After All (1919)
- A Good Man Is Hard To Find (1918)
- Alcoholic Blues (1919)
- B-Hap-E (1919)
- Big Fat Ma (1919)
- Blues My Naughty Sweetie Gives To Me (1919)
- Church Street Sobbin' Blues (1919)
- Clarinet Squawk"" (1919)
- Dixie Blues (1919)
- Down Where The Rajahs Dwell (1919)
- Foot Warmer (1919)
- Golden Rod (1919)
- Heart Sickness Blues (1918)
- Hello, Hello (1919)
- High Brown Babies' Ball (1919)
- I Ain't 'En Got 'Er No Time To Have The Blues (1919)
- I'll Get Him Yet (1920)
- Just Another Good Man Gone Wrong (1919)
- Laughing Blues (1918)
- Land Of Creole Girls (1920)
- Lead Me To It (1919)
- Oh Joe, Get Your Fiddle And Your Bow (1920)
- Orange Blossom Rag (1919)
- Rainy Day Blues (1919)
- Ringtail Blues (1919)
- Slow And Easy (1919)
- Summer Days (1919)
- Sunshine Girl (1920)
- That Shanghai Melody (1919)
- Town Topic Rag (1919)
- Thunderbolt (1919)
- Virginia Blues (1919)
- Weary Blues (1919)
- Weeping Willow Blues (1920)
- Yama Yama Blues (1919)
- Yelping Hound Blues (1919)
- You Can't Get Lovin' Where There Ain't Any Love (1919)

## Sources
- Tim Gracyk, « Louisiana Five », sur RedHotJazz (consulté le 5 avril 2013)